# 30 d'octubre
El 30 d'octubre és el tres-cents tresè dia de l'any del calendari gregorià i el tres-cents quatrè en els anys de traspàs. Queden 62 dies per finalitzar l'any.

## Esdeveniments
Països Catalans
- 1910 - Barcelona (Barcelonès): al Palau de les Belles Arts s'obre el congrés fundacional de la Confederació Nacional del Treball, CNT, sindicat anarquista del moviment obrer català.[1]
- 1936 - Roses (Alt Empordà)ː El creuer Canarias bombardeja des del mar la localitat.[2]
- 1947 - Sant Feliu de Guíxols (Baix Empordà): Enric Descayre i Salgas funda el Setmanari Àncora.
- 1989 - Madrid (Espanya): el Tribunal Suprem aprova la segregació de Salou de Vila-seca de Solcina (el Tarragonès).

Resta del món
- 701: Comença el pontificat de Papa Joan VI, que durarà fins a l'11 de gener de 705.
- 942: Comença el pontificat de Marí II, que durarà fins a l'1 de maig de 946.
- 1340 - Riu Salado, Tarifa: Batalla del riu Salado: victòria dels cristians sobre els àrabs. Fou una de les batalles més decisives de la Reconquesta.
- 1632 - East Knoyle, Wiltshire (Anglaterra): Sir Christopher Wren científic i arquitecte anglès (m. 1723).[3]
- 1774 - Tatakoto, Tuamotu: Va ser descoberta l'atol de Tatakoto el mateix dia per dos espanyols, van desembarcar el mateix dia sense trobar-se.
- 1759 - Israel: un terratrèmol de 6,6 en l'escala de Richter genera un tsunami que mata a 2000 persones.
- 1918 - Lemnos (Grècia): es firma l'Armistici de Mudros, entre l'Imperi Otomà i els Aliats de la Primera Guerra Mundial.
- 1918 - Austria: Karl Renner és nomenat primer Canceller d'Àustria de la Primera República Austríaca.
- 1920 - Sydney: Es funda el Partit Comunista d'Austràlia.[4]
- 1938 - EUA: Orson Welles provoca el caos en la societat nord-americana amb l'emissió radiofònica de La guerra dels mons.[5]
- 1979 - Cadis: Es funda la Universitat de Cadis.[6]
- 1980 - El Salvador i Hondures signen un tractat de pau i acorden posar la disputa fronterera que es va lliurar en la Guerra del Futbol de 1969 davant el Tribunal Internacional de Justícia.[7][8]
- 1983 - Argentina: Se celebren les primeres eleccions democràtiques, després de set anys de govern militar.[9]
- 1984 - Espanya: Més de 100.000 treballadors del sector naval segueixen la vaga general contra els plans de reconversió i reestructuració de les drassanes.[10]
- 1991 - Conflicte arabo-israelià: La Conferència de Pau de Madrid comença en un esforç per reavivar les negociacions de pau entre Israel i Palestina.[11]
- 1995 - Quebec: Els ciutadans de la regió canadenca voten per escàs marge (50,58% a 49,42%) a favor de continuar sent una província en el seu segon referèndum sobre la sobirania nacional.[12]
- 2000 - Tadjikistan: Canvia la moneda de Tadjikistan de Ruble tadjik a Somoni a raó d'1 Somoni = 1000 rubles.[13]
- 2006 - Brasil: Luiz Inácio Lula da Silva guanya la segona volta de les eleccions presidencials de 2006 amb el 60,83% dels vots.
- 2014
  - Uagadugu, Burkina Faso: Aixecament burkinès de 2014 contra el president Blaise Compaoré que va acabar dimitint.[14][15]
  - Suècia és el primer Estat membre de la Unió Europea que reconeix oficialment l'Estat de Palestina.[16]
- 2015 - Bucarest, Romània: Seixanta-quatre persones van morir i més de 147 van resultar ferides després de l'incendi de la discoteca Colectiv de la capital.[17][18]

## Naixements
Països Catalans
- 1910, Oriola, Baix Segura: Miguel Hernández Gilabert, poeta i dramaturg valencià[19]
- 1912, Barcelona: Josep Ferrater Mora, filòsof i assagista[20]
- 1919, Barcelona: Josep Mariscal i Montoliu, futbolista català[21]
- 1926, Barcelona: Ramon Folch i Camarasa, escriptor i traductor català, conegut per ser el guionista de Massagran i per la seva activitat a la revista En Patufet[22]
- 1929, Barcelona: Rosa Maria Kucharski i Gonzàlez, pianista, professora i musicòloga.[23]
- 1930, Barcelona: Néstor Almendros, director de fotografia, guanyador d'un Premi Oscar, membre de l'American Society of Cinematographers[24]
- 1935, Molins de Rei, Baix Llobregat: Joan Bartolí i Figueras, futbolista català[25]
- 1957, Badalona: Joaquim Costa Puig, jugador de bàsquet català.[26]

Resta del món
- 1735, Braintree (Massachusetts), Amèrica britànica: John Adams, 2n President dels Estats Units[27]
- 1741, Coira, Suïssaː Angelika Kauffmann, pintora austrosuïssa, especialitzada en la tècnica del retrat (m. 1807).[28]
- 1786, Palau de Christiansborg, Copenhaguen, Dinamarca: Lluïsa Carlota de Dinamarca, Princesa de Dinamarca[29]
- 1797, Bayreuth: Enriqueta de Nassau-Weilburg, Princesa de Nassau-Weilburg
- 1835, Florència: Carlotta Patti, cantant italiana de la corda de soprano[30]
- 1842, La Corunya: Fanny Garrido, escriptora gallega, traductora i activista cultural (m. 1917).[31]
- 1847, Breslau, Prússia: Hermann Ludwig Eichborn, musicògraf i compositor.
- 1854, Lviv: Eugene Gruenberg, violinista i compositor alemany del Romanticisme.
- 1871, Seta, França: Paul Valéry, escriptor francès.[32]
- 1877, Perusaː Luisa Spagnoli, empresària italiana (m. 1935).[33]
- 1885, Hailey, Idaho, Estats Units d'Amèrica: Ezra Pound, poeta americà[34]
- 1895:
  - Lagow, Imperi Alemany: Gerhard Domagk, patòleg i bacteriòleg alemany, Premi Nobel de Medicina o Fisiologia l'any 1939[35]
  - Orange, EUA: Dickinson W. Richards, metge nord-americà. Premi Nobel de Medicina o Fisiologia l'any 1956[36]
- 1900, Hèlsinki, Finlàndia: Ragnar Granit neurofisiòleg suec d'origen finlandès, Premi Nobel de Medicina o Fisiologia l'any 1967[37]
- 1911, Providence (Rhode Island), Estats Units: Ruth Hussey, actriu estatunidenca.[38]
- 1922, Nova York, Estats Units: Marie Van Brittan Brown, infermera i inventora estatunidenca (m. 1999).[39]
- 1923, Créhen: Anne Beaumanoir, neurofisiòloga francesa i membre de la Resistència.[40]
- 1924, Cornimont (Vosges), França: Hubert Curien, físic francès[41]
- 1928, Wilmington (Delaware), EUA: Daniel Nathans, microbiòleg nord-americà. Premi Nobel de Medicina o Fisiologia l'any 1978[42]
- 1932, Thumeries, França: Louis Malle, director, guionista i productor de cinema francès[43]
- 1937, París, França: Claude Lelouch, director, productor i guionista.[44]
- 1939, Los Angeles, Califòrnia (EUA): Leland H. Hartwell, metge nord-americà, Premi Nobel de Medicina o Fisiologia de l'any 2001.[45]
- 1941, Heidelberg, Tercer Reich: Theodor W. Hänsch, físic. Premi Nobel de Física l'any 2005.[46]
- 1960, Buenos Aires, Argentina: Diego Armando Maradona, futbolista
- 1973:
  - Bucaramanga, Colòmbia: Silvia Corzo, presentadora de notícies.
  - Orangeville, Ontario, Canadà: Adam Copeland "Edge", lluitador professional canadenc.
- 1992, Picardia: Édouard Louis, escriptor francès.[47][48]

## Necrològiques
Països Catalans
- 1046 - Sant Miquel de Cuixà, comtat de Conflent: Abat Oliba, comte de Berga i Ripoll, bisbe de Vic i abat de Santa Maria de Ripoll i Sant Miquel de Cuixà. Fundador del monestir de Montserrat.
- 1348 - Elionor de Portugal, infanta de Portugal i reina consort de la Corona d'Aragó.
- 1607 - Girona: Antoni Vicenç Domènec, historiador i dominic.
- 1899 - Barcelona: Josep Mirabent i Gatell, pintor, decorador i professor de pintura decorativa i estampats (n. 1831).
- 1905 - Manresa, Bages: Estanislau Casas i Sanmartí, fundador i primer director de l'Orfeó Manresà (n. 1883).
- 1917 - El Prat de Llobregat: Josep Maria Armangué i Feliu, empresari, dissenyador i pilot d'automobilisme català (n. 1890).
- 1920- València: Lluís Tramoyeres i Blasco, historiador de l'art valencià (n. 1854).
- 1938 - Arràs, França: Esteve Cifuentes i Surroca, futbolista català (n. 1914).
- 1941 - Mauthausen, Àustria: Pere Vives i Clavé, professor de matemàtiques i idiomes català (n. 1910).
- 1976 - Portvendres, Rosselló, Catalunya del Nord: Juli Just i Gimeno, polític valencià, ministre de la Segona República Espanyola i exiliat pel franquisme (n. 1894).
- 2007 - Barcelona: Albert Musons, periodista i polític gracienc.
- 2016 - Santa Eugènia de Ter: Núria Terés i Bonet, biòloga, professora i activista, fou regidora de l'Ajuntament de Girona (n. 1962).[49]

Resta del món
- 1255 - Nimfeon (Kemalpaşa, Turquia): Sant Joan III Vatatzes, Emperador de Nicea (1222-1255).
- 1466 - París: Johann Fust, primer editor de llibres, mercader alemany que va invertir i formar societat amb Johannes Gutenberg i Peter Schoeffer, donant origen a la invenció de la impremta (n. ca. 1400).[50]
- 1626 - Leiden: Willebrord Snel van Royen, astrònom i matemàtic neerlandès.[51]
- 1680 - Franeker, Frísia: Antoinette Bourignon de la Porte, mística i visionària franco-flamenca (n.1616).[52]
- 1724 - Mònaco: Maria de Lorena, princesa de Mònaco (n. 1674).[53]
- 1883 - Ciempozuelos, província de Madrid: María Josefa Recio, religiosa fundadora de les Germanes Hospitalàries del Sagrat Cor de Jesús i serventa de Déu.
- 1910 - Heiden, Suïssa: Jean Henri Dunant, un dels fundadors de la Creu Roja, Premi Nobel de la Pau el 1901 (m. 1828).[54]
- 1923 - Londres (Anglaterra): Andrew Bonar Law, polític britànic, Primer Ministre del Regne Unit (1922-1923) (n. 1858).[55]
- 1953 - 
  - San Francisco (els EUA): William Kapell, pianista estatunidenc (n. 1922).[56]
  - San Francisco: Alice Eastwood, botànica estatunidenca que dona nom als gèneres Eastwoodia i Aliciella (n.1859).[57]
- 1975 - Berlín, Alemanya: Gustav Ludwig Hertz, físic alemany i Premi Nobel de Física de l'any 1925 (m. 1925).[58]
- 1982 - Lviv, Ucraïna: Iryna Vilde, escriptora ucraïnesa (n. 1907).[59]
- 1984 - Londres, Regne Unit: June Duprez, actriu anglesa (n. 1918).[60]
- 1987 - Honolulu, Hawaii: Joseph Campbell, professor estatunidenc especialitzat en mitologia comparada i religió (n. 1904).[61]
- 1992 - Nova York (els EUA): David H. Rosenthal, poeta, assagista i traductor jueu nord-americà (n. 1945).[62]
- 1999 - Santiago de Compostel·la (Galícia): Uxío Novoneyra, poeta i escriptor de contes infantils gallec (n. 1930).[63]
- 2004 - Las Vegas, Nevada: Peggy Ryan, ballarina i actriu nord-americana (n. 1924).[64]
- 2009 - París, França:Claude Lévi-Strauss, antropòleg francès (n. 1908).[65]
- 2010 - Amsterdam, Països Baixos: Harry Mulisch, escriptor neerlandès (n. 1927).[66]
- 2018 - Mayrhofen: Erika Mahringer, esquiadora austríaca.[67]

## Festes i commemoracions
- Santoral: sants Artemas de Listra i Terci d'Icònium, dos dels Setanta deixebles; Marcel de Tànger, màrtir; Claudi, Luperc i Victori, màrtirs; beata Maria Teresa de Sant Josep, fundadora de les Filles carmelites del Diví Cor de Jesús; serventa de Déu María Josefa Recio, fundadora de les Germanes Hospitalàries del Sagrat Cor de Jesús.